# 大下佑馬
大下 佑馬（おおした ゆうま、1992年7月6日 - ）は、広島県広島市南区出身の元プロ野球選手（投手）。右投左打。

## 経歴

### プロ入り前
高津臣吾監督と出身地が同じであり、広島市立段原小学校（段原レッドイーグルス）、広島市立段原中学校、亜細亜大学の先輩・後輩の関係になる。
崇徳高等学校では1年からベンチ入りし、2年からエースとなった。
大学では1年秋からリーグ戦に出場。この時から絶対にプロへ行くという意志を持っていた。リーグ戦通算10試合、1勝1敗、22回2/3、8奪三振、防御率0.79。山崎康晃、薮田和樹は同期。
大学卒業後、三菱重工広島に入社。球速は3km/h向上し、MAX150km/hを投げている。都市対抗野球には2回出場している。
2017年10月26日に行われたドラフト会議にて東京ヤクルトスワローズから2位指名を受け、12月1日に契約金7500万円、年俸1200万円で合意し、入団した。背番号は15。

### ヤクルト時代
2018年は開幕を二軍で迎え、6月19日に一軍へ昇格。6月23日の読売ジャイアンツ戦で一軍初登板を果たし、2回無安打無失点だった。7月20日の中日ドラゴンズ戦でプロ初勝利を挙げた。9月24日の中日ドラゴンズ戦では、腰の張りで登板回避となった小川泰弘に代わって緊急登板で先発を務めると、4回2/3を1失点と好投し、チームの勝利に貢献した。
2019年はリリーフとして開幕一軍入りを果たした。4月18日の阪神タイガース戦でシーズン初先発するも3回途中6失点で敗戦投手になった。
2020年、プロ入り後最少となる13試合に登板。2年連続防御率が5点台など期待に応えられなかった。オフには背番号を64へ変更。
2021年、シーズン中に投球フォームをスリークォーターからサイドスローへ転向。6月20日に成績不振で登録抹消となった石山泰稚に代わり登録された。フォーム変更後に登板した23試合中18試合で無失点だった。
2023年は一軍登板がなく、10月2日に球団から戦力外通告を受け、現役引退を表明した。

### 現役引退後
引退後の2024年からルーダス株式会社に就職した。執行役員を務める。

## 選手としての特徴
スリークォーターでの直球の最速は151km/h。変化球はスライダー、カーブを投げる。
2021-2022年度の契約更改で「シンカーを覚えます」と公言。キャンプでは高津監督から指導を受けている。

## 人物
ラグビーにハマっている。

## 詳細情報

### 年度別投手成績
| 年 度     | 球 団     | 登 板 | 先 発 | 完 投 | 完 封 | 無 四 球 | 勝 利 | 敗 戦 | セ 丨 ブ | ホ 丨 ル ド | 勝 率 | 打 者 | 投 球 回 | 被 安 打 | 被 本 塁 打 | 与 四 球 | 敬 遠 | 与 死 球 | 奪 三 振 | 暴 投 | ボ 丨 ク | 失 点 | 自 責 点 | 防 御 率 | W H I P |
| --------- | --------- | ----- | ----- | ----- | ----- | -------- | ----- | ----- | -------- | ----------- | ----- | ----- | -------- | -------- | ----------- | -------- | ----- | -------- | -------- | ----- | -------- | ----- | -------- | -------- | ------- |
| 2018      | ヤクルト  | 25    | 2     | 0     | 0     | 0        | 2     | 1     | 0        | 5           | .667  | 171   | 43.2     | 31       | 6           | 9        | 0     | 3        | 35       | 3     | 0        | 17    | 15       | 3.09     | 0.92    |
| 2019      | ヤクルト  | 31    | 1     | 0     | 0     | 0        | 0     | 2     | 0        | 2           | .000  | 187   | 41.2     | 52       | 7           | 12       | 1     | 0        | 30       | 0     | 1        | 26    | 24       | 5.18     | 1.54    |
| 2020      | ヤクルト  | 13    | 0     | 0     | 0     | 0        | 0     | 1     | 0        | 0           | .000  | 72    | 16.1     | 20       | 2           | 3        | 1     | 0        | 10       | 1     | 0        | 11    | 10       | 5.51     | 1.41    |
| 2021      | ヤクルト  | 30    | 0     | 0     | 0     | 0        | 1     | 0     | 0        | 1           | 1.000 | 159   | 38.2     | 34       | 5           | 8        | 2     | 2        | 32       | 1     | 0        | 16    | 16       | 3.72     | 1.09    |
| 2022      | ヤクルト  | 10    | 0     | 0     | 0     | 0        | 0     | 0     | 0        | 1           | ----  | 62    | 15.0     | 16       | 4           | 3        | 0     | 0        | 11       | 0     | 0        | 10    | 7        | 4.20     | 1.27    |
| 通算：5年 | 通算：5年 | 109   | 3     | 0     | 0     | 0        | 3     | 4     | 0        | 9           | .429  | 651   | 155.1    | 153      | 24          | 35       | 4     | 5        | 118      | 5     | 1        | 80    | 72       | 4.17     | 1.21    |

- 各年度の太字はリーグ最高

### 年度別守備成績
| 年 度 | 球 団    | 投手  | 投手  | 投手  | 投手  | 投手  | 投手     |
| 年 度 | 球 団    | 試 合 | 刺 殺 | 補 殺 | 失 策 | 併 殺 | 守 備 率 |
| ----- | -------- | ----- | ----- | ----- | ----- | ----- | -------- |
| 2018  | ヤクルト | 25    | 3     | 11    | 0     | 1     | 1.000    |
| 2019  | ヤクルト | 31    | 2     | 4     | 0     | 0     | 1.000    |
| 2020  | ヤクルト | 13    | 3     | 0     | 0     | 0     | 1.000    |
| 2021  | ヤクルト | 30    | 1     | 7     | 0     | 0     | 1.000    |
| 2022  | ヤクルト | 10    | 0     | 1     | 0     | 0     | 1.000    |
| 通算  | 通算     | 109   | 9     | 23    | 0     | 1     | 1.000    |

### 記録
初記録
投手記録
- 初登板：2018年6月23日、対読売ジャイアンツ10回戦（東京ドーム）、7回裏に3番手で救援登板・完了、2回無失点
- 初奪三振：同上、7回裏に陽岱鋼から空振り三振
- 初先発：2018年7月11日、対読売ジャイアンツ14回戦（明治神宮野球場）、2回1/3を5失点で敗戦投手
- 初勝利：2018年7月20日、対中日ドラゴンズ14回戦（明治神宮野球場）、6回表に2番手で救援登板、1回無失点
- 初ホールド：2018年7月22日、対中日ドラゴンズ16回戦（明治神宮野球場）、5回表に2番手で救援登板、2回無失点

打撃記録
- 初打席：2018年7月11日、対読売ジャイアンツ14回戦（明治神宮野球場）、山口俊から空振り三振

### 背番号
- 15（2018年 - 2020年）
- 64（2021年 - 2023年）

### 登場曲
- 「2U」David Guetta（プロ入り初神宮登板時 : 2018年6月29日）
- 「バラ色の日々」THE YELLOW MONKEY（2018年 - ）